# Alain Cuny

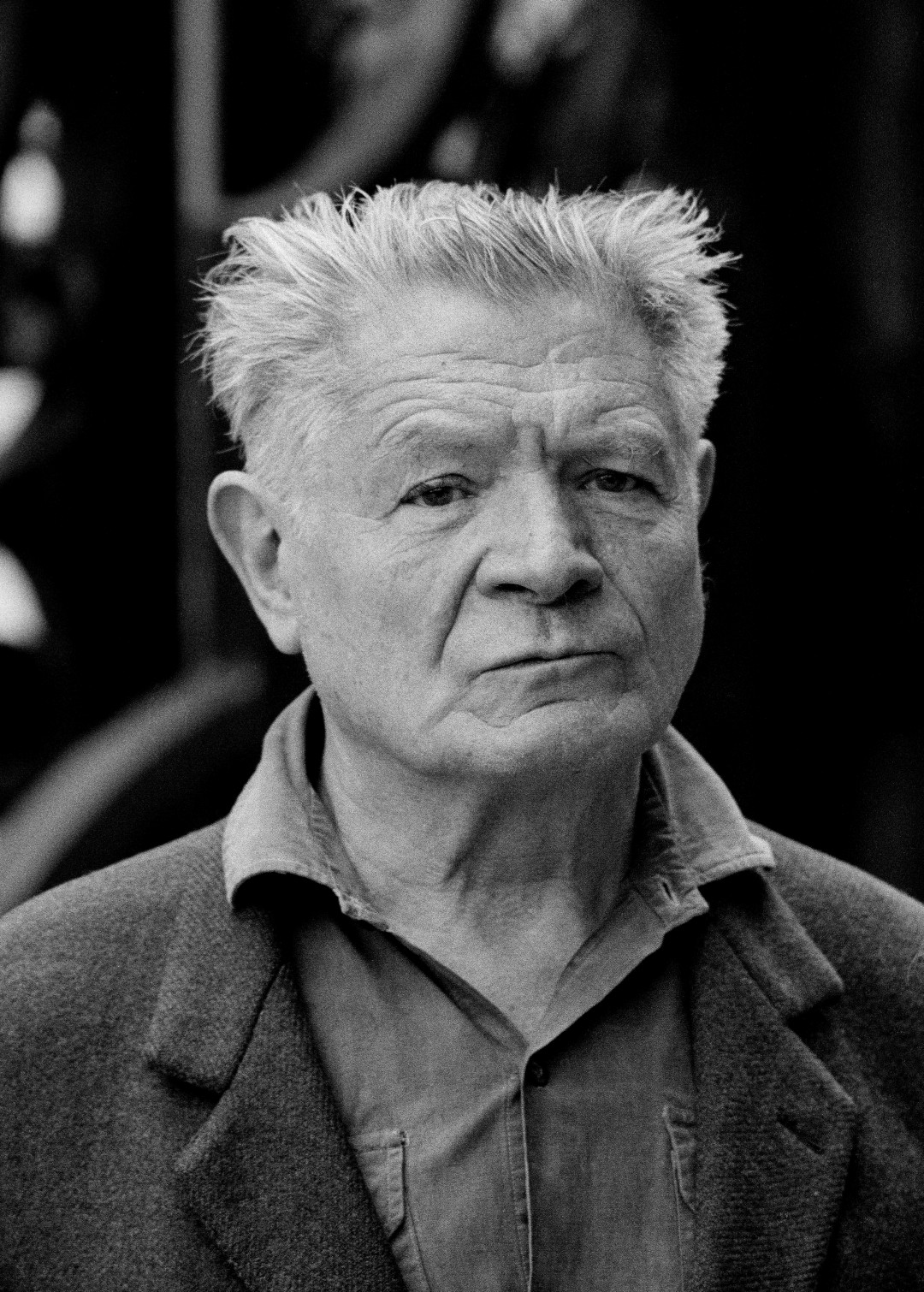
Alain Cuny 1979 in Paris

Alain Cuny (* 12. Juli 1908 in St-Malo; † 16. Mai 1994 in Paris) war ein französischer Schauspieler.

## Leben
Alain Cuny, der mit bürgerlichem Namen René Xavier Marie Alain Cuny hieß, kam erst über Umwege zum Film. Zunächst besuchte er das Institut Libre de Saint-Lo und das College Locroy-Saint-Leon, dann studierte er Architektur an der Ecole Nationale Superieure des Beaux-Arts in Paris. Bei Charles Dullin belegte er Darstellungskunst. Dabei spezialisierte sich Cuny auf Ausstattung und Kostümbildnerei. In dieser Tätigkeit fand er auch Arbeit beim Film, für Regisseure wie Alberto Cavalcanti (für den er auch als Regieassistent tätig war), Jacques Feyder und Jean Renoir.
In den späten 1930er Jahren hatte er seine ersten Auftritte als Schauspieler am Theater. Sein Filmdebüt folgte 1939/41 in Jean Grémillons Schleppkähne. Während des Zweiten Weltkrieges arbeitete er vorwiegend für das Theater, so auch für Jean Vilars Théatre National. Seinen größten Bühnenerfolg hatte er 1947 auf dem Festival von Avignon in Paul Claudels L’Histoire de Tobie et de Sarah. Mitte der 1950er Jahre arbeitete er schließlich für Jean-Louis Barrault und dessen Frau Madeleine Renaud in deren Theaterkompanie, was ihm den Ruf eines großen Tragödiendarstellers einbrachte.
1942 engagierte ihn Marcel Carné für die Produktion Die Nacht mit dem Teufel. Schon zu dieser Zeit spielte er vor allem aufgrund seiner Theatertätigkeit auch im Film psychologisch vielschichtigere Charaktere. In den fünfziger Jahren spielte er vorwiegend in italienischen Filmen, so auch in der italienisch-französischen Co-Produktion Der Glöckner von Notre Dame, in der er neben Anthony Quinn und Gina Lollobrigida den Claude Frollo mimte. Seinen größten Filmerfolg hatte er schließlich 1960 als Steiner in Federico Fellinis La dolce vita. Danach spielte er weiterhin für namhafte Regisseure, so für Fellini in Fellinis Satyricon oder für Francesco Rosi in Uomini contro (Bataillon der Verlorenen, 1970) und Cristo si e fermato a Eboli (1979), aber seine Filmauftritte wurden rarer. Zudem irritierte sein Auftritt im Softporno Emmanuelle (1974) die ihm zumeist wohlwollende Kritikergemeinde nachhaltig.
Ein letztes Mal machte Cuny 1992 von sich reden, als er 83-jährig auf der Berlinale mit L‘Annonce faite a Marie sein Regiedebüt vorstellte. Das brachte ihm zudem einen Eintrag ins Guinness-Buch der Filmrekorde als zu diesem Zeitpunkt ältester Regisseur, der seinen Erstlingsfilm drehte.
Alain Cunys Schauspielkunst fand in seinem 84. Lebensjahr in Edouard Niermans Drama „Casanovas Rückkehr“ ihren würdigen Abschluss. In der Rolle des alternden Marquis de Cesi durfte er ein letztes Mal auf subtile Weise seine schauspielerischen Qualitäten voll ausspielen. An der Seite Alain Delons in der Rolle des Casanova bot er eine ebenbürtige Leistung.
1992 erhielt Cuny auf dem internationalen Film Festival Flanderns in Gent den Joseph Plateau Award of Honour für sein Lebenswerk.

## Filmografie (Auswahl)
- 1939/41: Schleppkähne (Remorques)
- 1942: Die Nacht mit dem Teufel (Les visiteurs du soir)
- 1951: Der verbotene Christus (Il Cristo proibito)
- 1956: Der Glöckner von Notre Dame (Notre Dame de Paris)
- 1958: Die Liebenden (Les Amants)
- 1959: Das süße Leben (La dolce vita)
- 1969: Fellinis Satyricon (Fellini – Satyricon)
- 1969: Die Milchstraße (La Voie lactée)
- 1970: Bataillon der Verlorenen (Uomini contro)
- 1973: Berühre nicht die weiße Frau (Touche pas à la femme blanche)
- 1974: Emmanuelle
- 1976: Die Macht und ihr Preis (Cadaveri eccelenti)
- 1979: Christus kam nur bis Eboli (Cristo si e fermato a Eboli)
- 1985: Détective
- 1987: Allein gegen die Mafia (La Piovra, Fernsehserie, 3. Staffel)
- 1987: Chronik eines angekündigten Todes (Cronaca di una morta annunciata)
- 1988: Camille Claudel
- 1989: Die Nacht des Schleusenwärters (La nuit de l’éclusier)
- 1992: Casanovas Rückkehr (Le retour de Casanova)